# Chlorophorus aurivilliusi
Chlorophorus aurivilliusi là một loài bọ cánh cứng trong họ Cerambycidae.